# Jan Sprowski

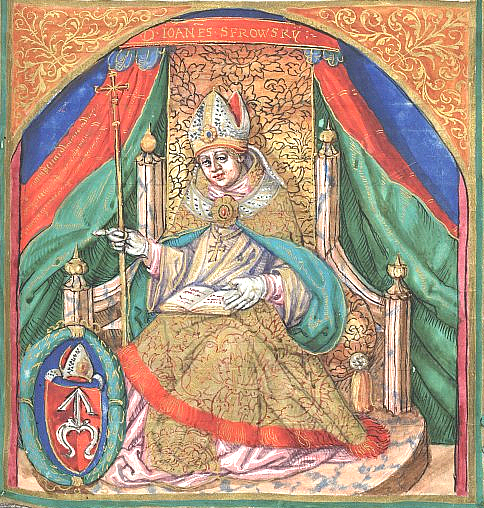
Jan Sprowski

Herb Odrowąż (Wappen Sprowskis)

Jan Sprowski, auch Jan ze Sprowa Herb Odrowąż (* 14. Jahrhundert oder 15. Jahrhundert; † 14. April 1464), war ein polnischer Adliger und der Erzbischof von Gniezno sowie Primas von Polen (1453–64).

## Biografie
Jan Sprowski war Kanoniker von Krakau, Gniezno und Posen sowie Mitglied des Sekretarz królewski (Königlichen Sekretariats) von 1450 bis 1453. Im Jahre 1453 ernannte ihn der Papst zum Erzbischof von Gniezno und damit Primas von Polen, Ämter die Jan Sprowski bis zu seinem Tode 1464 bekleidete. Er war dabei Mentor und Unterstützer König Kazimierz IV. Jagiellończyk. 
Als Primas von Polen berief er drei Synoden (1456, 1457 und 1459). Im Jahre 1460 stiftete er die Auferstehungskapelle (heute Kapelle des Christi Leib) in der Erzkathedrale von Gniezno.
Er starb am 14. April 1464 und wurde in der Erzkathedrale von Gniezno bestattet. 